# Galbella harti
Galbella harti es una especie de escarabajo del género Galbella, familia Buprestidae. Fue descrita científicamente por Janson en 1891.